# Oksbøl
 For alternative betydninger, se Oksbøl (flertydig). (Se også artikler, som begynder med Oksbøl)
Oksbøl er en by i Sydvestjylland med 2.840 indbyggere  (2024), beliggende i Ål Sogn. Byen ligger i Varde Kommune og tilhører Region Syddanmark.
Byen var indtil kommunalreformen i 2006 hovedby i den daværende Blåvandshuk Kommune. I Oksbøl finder man blandt andet Blåvandshuk Skole, Ål Kirke, Oksbøl Station samt Sportspark Blaavandshuk med blandt andet svømmehal og badeland. Oksbøl Kaserne, der indtil 2018 hed Oksbøllejren, med Hærens Kampskole ligger cirka to kilometer vest for byen.
På Blåvandshuk Egnsmuseum i Oksbøl, fandtes der indtil museets lukning en stor samling vedrørende 2.verdenskrig i området. B.l.a. Tirpitz-stillingen i Blåvand og Flygtningelejren i Oksbøl. Sidstnævnte eksisterede fra 1945-1949 og husede på et tidspunkt 36.000 flygtninge, hvilket kortvarigt gjorde Oksbøl til en af de mest befolkede danske byer. I dag findes museet FLUGT i lejrens daværende lazeret.
Skolen i Oksbøl hedder Blåvandshuk skole, og blev opført i 1960. I 2018-2019 gik der 563 elever på Blåvandshuk skole, og ligger hvor den tidligere flygtningelejr lå.
Oksbøl er forbundet med resten af Vestjylland via togstationerne Oksbøl og Baunhøj. Der derudover knap 14 kilometer til Varde og 23 kilometer til Esbjerg.

## Historie
Ifølge folketællingen 1930 levede af Oksbøls 584 indbyggere 70 af landbrug, 238 af industri, 54 af handel, 78 af transport, 23 af immateriel virksomhed, 49 af husgerning, 71 var ude af erhverv og 1 havde ikke givet oplysninger.
Byen var før 2007 kommunesæde i Blåvandshuk Kommune.
I byen lå det nu lukkede Ravmuseet i Oksbøl. Museets samling er nu flyttet til Tirpitz-museet i Blåvand.
Den 25. juni 2022 blev museet FLUGT i Oksbøl Flygtningelejrs gamle lazaret indviet af H.M. Dronning Margrethe. Til stede var bl.a. Tysklands vicekansler, Robert Habeck og udlændinge- og integrationsminister Kaare Dybvad Bek. Museet er tegnet af Bjarke Ingels Group og er dedikeret til verdens flygtninges historier.